# لامين با
لامين با (بالفرنسية: Lamine Ba)‏ (24 أغسطس 1997 - ) هو لاعب كرة قدم فرنسي في مركز الدفاع.

## روابط خارجية
- لامين با على موقع قاعدة بيانات كرة القدم.إي يو (الإنجليزية)
- لامين با على موقع ناشيونال فوتبول تيمز (الإنجليزية)
- لامين با على موقع Soccerway.com (الإنجليزية)
- لامين با على موقع عالم كرة القدم.نت (الإنجليزية)